# (25830) 2000 DN110
2000 دي أن 110 (ويعرف أيضًا باسم (25830) 2000 دي أن 110 وفق تسمية الكوكب الصغير) (بالإنجليزية: 2000 DN110)‏ هو كويكب ضمن حزام الكويكبات؛ وترتيبه 25830 من حيث الاكتشاف.
اكتُشف هذا الجُرم الفلكي بواسطة Thierry Pauwels ‏ في 26 فبراير 2000.

## وصلات خارجية
- (25830) 2000 DN110 في قاعدة بيانات مختبر الدفع النفاث لأجرام النظام الشمسي الصغيرة

- الاكتشاف · مخطط المدار ·  العناصر المدارية · المعلمات المادية

- (25830) 2000 DN110 على موقع ويكي سكاي: DSS2, SDSS, GALEX, IRAS, Hydrogen α, X-Ray, Astrophoto, Sky Map, Articles and images